# Richard Annesley, VI conte di Anglesey
Richard Annesley, VI conte di Anglesey (1693 – 14 febbraio 1761), è stato un nobile e politico irlandese.

## Biografia
Annesley era il secondo figlio di Richard Annesley, III barone Altham, e di sua moglie, Dorothy Davy.
Fu per breve tempo un istruttore dell'esercito, ma lasciò il servizio nel 1715. Succedette a suo fratello Arthur, come quinto barone Altham nel 1727 e così è stato in grado di prendere un seggio nella Camera dei lord d'Irlanda. Nel 1737 successe il cugino Arthur Annesley, V conte di Anglesey.
Nel 1742 comparve in Inghilterra un James Annesley, che sosteneva di essere il figlio legittimo di Arthur Annesley, IV barone Altham, che era stato rapito da adolescente, spedito nelle piantagioni americane e venduto come un servo nel 1728, apparentemente su ordine di suo zio.
Alla fine venne fuori che non era il figlio legittimo di Mary, ma in realtà il figlio illegittimo di Joan Landy.

## Matrimoni

### Primo Matrimonio
Sposò, il 25 gennaio 1715, Ann Prust (1694–1741), figlia del capitano John Prust, ma sembra che l'abbia abbandonata poco dopo.

### Secondo Matrimonio
Sempre nel 1715 sposò Ann Simpson (1700–1765), figlia di John Simpson. Lui e Ann Prust si separarono nel 1719, dopo di che egli visse con Ann Simpson in Irlanda. Nel 1741, Simpson prese la causa contro di lui presso il tribunale ecclesiastico per motivi di crudeltà e adulterio, al fine di ottenere alimenti permanenti; ha istituito a titolo di difesa che egli era legalmente sposato con Ann Prust al momento della celebrazione del loro matrimonio.
La coppia ebbe tre figlie:
- Dorothea (1728–1774), sposò M. Du Bois, ebbero sei figli[4];
- Caroline;
- Elizabeth.

### Terzo Matrimonio
Sposò, il 15 settembre 1741, Juliana Donovan, figlia di Richard Donovan. Ebbero quattro figli:
- Arthur (1744–1816);
- Richarda, sposò Robert Phaire;
- Juliana (?-1768), sposò Frederick Flood;
- Catherine, sposò John O'Toole.

Juliana era di nobile lignaggio, essendo la figlia di Richard Donovan, dell'O'Donovans del Clan Loughlin, dei Baroni di Carbery. Lei era la pro-pro-pro nipote di Donel Oge na Cartan O'Donovan, il primo Signore del Clan Loughlin.

## Morte
La morte di Anglesey nel 1761, sono stati presentati due memoriali per il conte di Halifax, il Lord luogotenente d'Irlanda: uno di Juliana, a nome di suo figlio Arthur e l'altra da Sir John Annesley, un lontano cugino che sosteneva che Arthur fosse illegittimo.
Nel 1766, presentò una petizione al re, pregando di essere convocato al Parlamento come Conte di Anglesey e Barone di Newport Pagnell.
Il problema sorse se il certificato di matrimonio, datato 1741, fosse valido o non. Juliana ha giurato che lei aveva segretamente sposato a Anglesey nel 1741. D'altra parte i testimoni giurarono che il certificato era datato nel 1752.
I testimoni al presunto matrimonio erano tutti morti, e il comitato ha riferito che non aveva diritto ai titoli, onori e dignità. Il titolo di conte e altri titoli di conseguenza si estinse nel 1761.